# Hielke van der Heide
Hielke van der Heide (Beetgum, 4 maart 1919 – Kamp Vught, 6 september 1944) was een Nederlandse verzetsstrijder in de Tweede Wereldoorlog. Als marechaussee moest hij onderduiken omdat hij weigerde joden te arresteren. Van der Heide zat achter de liquidatie van de "foute" politieman Derk Klavers.

## Levensloop
Van der Heide werd geboren te Beetgum als zoon van werkman Jochem van der Heide en Berber Visser. Hielke wordt tijdens het uitbreken van de tweede wereldoorlog opgeroepen en komt in aanmerking voor een onderscheiding. Na de capitulatie wordt hij opgeleid tot marechaussee. Na het afronden van zijn opleiding wordt hij gestationeerd in Bedum. In oktober 1942 kreeg hij de opdracht om samen met collega en huisgenoot Willem Homoet de joodse veehandelaar Jozef Meijer en zijn vrouw Regina Meijer-Cohen te arresteren. Beide mannen weigerden en waarschuwden het joodse echtpaar dat vervolgens onderdook. Zij werden later in de oorlog alsnog aangehouden en op 27 augustus 1943 in Auschwitz om het leven gebracht.
Homoet en Van der Heide doken onder in Hekkum bij de landbouwer Meindert Veldman. Van der Heide had de schuilnaam Piet van der Helst. Zij kwamen in contact met de verzetsman Marten Jacob van Til uit Middelstum die hen weer in contact bracht met verzetsgroep 't Zwaantje in Delfzijl.
Beide marechaussees zaten achter de liquidatie van Derk Klavers, afdelingscommandant van de marechaussee in Zuidhorn en lid van de NSB. Zij schoten hem op de ochtend van 22 september 1943 neer in Zuidhorn, in de avond overleed hij in het ziekenhuis van Groningen aan zijn verwondingen.
Van der Heide leerde in mei 1944 Geessien Bleeker kennen. Zij werkte bij het distributiekantoor in Groningen en verbleef in een pension waar Van der Heide en Bleeker regelmatig kwamen om twee andere marechaussees die daar zaten ondergedoken te bezoeken. Via Bleeker verkreeg Van der Heide levensmiddelenbonnen en zegels voor persoonsbewijzen die zij achterhield op het distributiekantoor. Hij vroeg haar om zich als koerierster aan te sluiten bij de Knokploeg Westerkwartier/Hunsigo, waar hij onderdeel van uitmaakte. Hij wist niet dat Bleeker een relatie had met de SD'er Adolf Becker.
Op 27 juli 1944 overvielen de SD-ers Pieter Johan Faber, Jacobus van der Sluis en Alphonse Schoonheyt het postadres van de knokploeg aan de Turfsingel 51A in Groningen. Of Bleeker al achter dit verraad zat is nooit duidelijk geworden. Vanaf dat moment liep echter wel alles fout. Bleeker was een van de eerste mensen die het adres bezocht en werd aangehouden. Zij vertelde Faber direct dat er een krant in het raam werd gezet wanneer de kust veilig was. Het gevolg daarvan was dat in de loop van de dag meerdere leden van de groep konden worden aangehouden.
Homoet en Van der Heide bezochten de Turfsingel 51 A ook in de loop van de dag. Het liep uit op een vuurgevecht met Faber en Van der Sluis, waarbij Van der Heide in de buik werd getroffen en later in een enkel toen hij probeerde te vluchten. Ook Homoet werd aangehouden. Van der Heide kon vanwege zijn verwondingen niet worden verhoord en werd meteen overgebracht naar Kamp Vught.
Homoet en de andere arrestanten werden eerst overgebracht naar het beruchte Scholtenshuis. Bleeker ging voor de Duitsers werken. Als koerierster wist zij veel adressen, waar vervolgens invallen werden gedaan. In de laatste maanden van de oorlog maakte zij in Drenthe ook veel slachtoffers. Zij is verantwoordelijk voor de dood van minimaal 13 personen. Na de oorlog werd zij ter dood veroordeeld, wat in een later stadium werd omgezet naar een levenslange gevangenisstraf.
Op 6 september 1944 naderden de geallieerden Vught. De meeste achtergebleven gevangenen werden snel op transport gezet naar concentratiekampen in Duitsland. Van der Heide kon vanwege zijn verwondingen niet reizen werd daarom geëxecuteerd. Wim Homoet overleed in februari 1945 in Bergen-Belsen.
Twee Stolpersteine herinneren aan Hielke van der Heide, een in Waadhoeke en een in Bedum. 